# Nemzeti Bajnokság I 1901
L'edizione 1901 del Nemzeti Bajnokság I vide la vittoria finale del Budapesti TC, che conquista il suo primo titolo.
Capocannoniere del torneo fu Miltiades Manno del Budapesti TC con 17 reti.

## Classifica finale
|  | Pos. | Squadra       | Pt | G | V | N | P | GF | GS | DR  |
|  | ---- | ------------- | -- | - | - | - | - | -- | -- | --- |
|  | 1    | BTC Budapesti | 16 | 8 | 8 | 0 | 0 | 37 | 5  | +32 |
|  | 2    | MÚE           | 10 | 8 | 5 | 0 | 3 | 17 | 20 | −3  |
|  | 3    | Ferencváros   | 7  | 8 | 3 | 1 | 4 | 20 | 28 | −8  |
|  | 4    | Műegyetem     | 5  | 8 | 2 | 1 | 5 | 11 | 8  | +3  |
|  | 5    | Budapesti     | 2  | 8 | 1 | 0 | 7 | 7  | 31 | −24 |

### Verdetti
- Budapesti TC campione d'Ungheria 1901.
- MAFC ritirato.